# داني كامبل (لاعب كرة قدم)
داني كامبل (بالإنجليزية: Danny Campbell)‏ هو لاعب كرة قدم بريطاني في مركز الدفاع، ولد في 3 فبراير 1944 في أولدم في المملكة المتحدة، وتوفي في 16 أغسطس 2020 بسبب مرض فيروس كورونا 2019. لعب مع وست بروميتش ألبيون.